# Арпачайское сражение
Арпачайское сражение — одна из важнейших битв русско-турецкой войны 1806—1812 годов, которая состоялась 18 (30) июня 1807 между турецким войском и армией Российской империи.
Под предводительством эрзурумского сераскира Юсуфа-паши войско в количестве 20 000 солдат при 25 артиллерийских орудиях выдвинулось против шеститысячного отряда под командованием генерал-фельдмаршала Ивана Васильевича Гудовича, который находился в полуразрушенной крепости Цалка. Одновременно с этим, персы по договорённости с турками стали перебрасывать свои войска к своей крепости Эривань (ныне территория столицы республики Армения города Еревана), для того, чтобы в случае успеха последних вторгнуться в Грузию.
Главнокомандующий на Кавказе граф И. В. Гудович решился предпринять превентивный удар и сам двинулся навстречу Юсуф-паше с 11 батальонами, двумя казачьими полками и тремя эскадронами драгун, причём позднее рассчитывал объединиться с отрядом генерал-майора Петра Даниловича Несветаева, под началом которого в городе Гюмри находилось три неполных батальона и два казачьих полка.
Юсуф-паша, перед этим неудачно атаковавший П. Д. Несветаева, узнав о передислокации российских войск, отступил на правый берег реки Западный Арпачай (Ахурян) и расположился двумя лагерями неподалёку от города Гюмри. 16 (28) июня 1807 года граф Гудович И. В. прибыл в Гюмри, произвел рекогносцировку позиции турок и решил атаковать их с правого фланга и тыла, чтобы отрезать от Карса. Обходной манёвр, предпринятый в ночь с 17 июня на 18 июня, был замечен турецкими дозорами; сераскир перешел через реку Арпачай с лучшими войсками и окружил отряд графа Гудовича.
Некоторое время стороны сражались на равных, но наконец удачный огонь русской артиллерии и стремительная атака всей конницы решили дело и турки бежали за Арпачай. Русские войска, преследуя их, овладели обоими лагерями противника, захватив 12 орудий и множество припасов и снарядов. Турецкий корпус разбежался, остатки турецкого отряда укрылись в Карсе.

## Итоги
Победа отряда генерала Гудовича над войском эрзерумского сераскира Юсуфа-паши имела двойную важность, так как последствием её было и то, что персидские войска, стоявшие приблизительно в 35 километрах от поля боя, немедленно отступили в свои пределы и исламское вторжение в Грузию было предотвращено. Вскоре после этого с турками было заключено перемирие.